# Talla en fusta

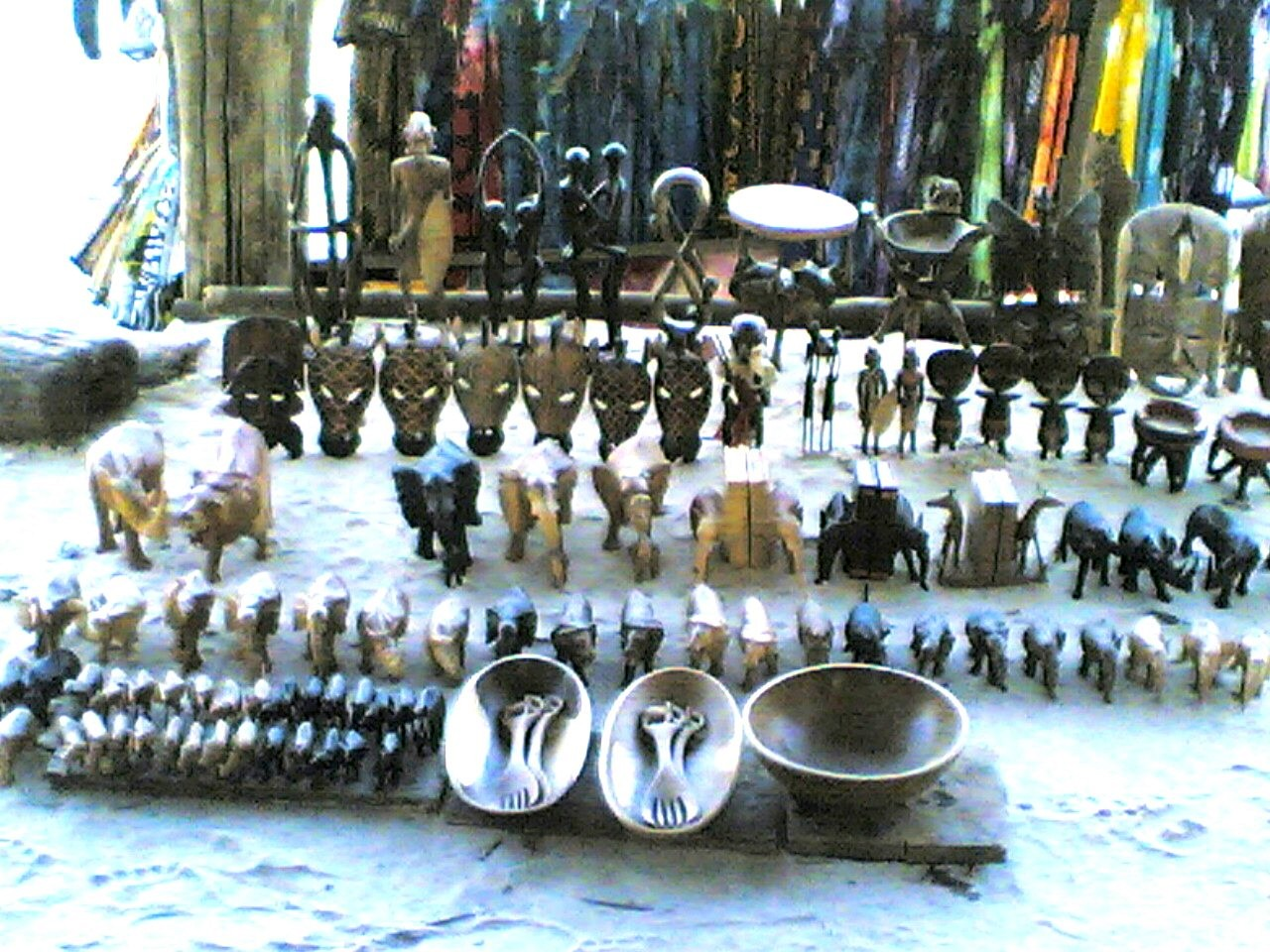
Talles en fusta a Mombasa Beach a Kenya.

Una talla és una obra d'escultura, especialment en fusta. La fusta es talla mitjançant un procés d'escalaborni i polit, amb el propòsit de donar-li una forma determinada, que pot ser un objecte figuratiu o abstracte. El producte final pot anar des d'una escultura individual fins a elements decoratius treballats a mà que formen part d'una traceria.

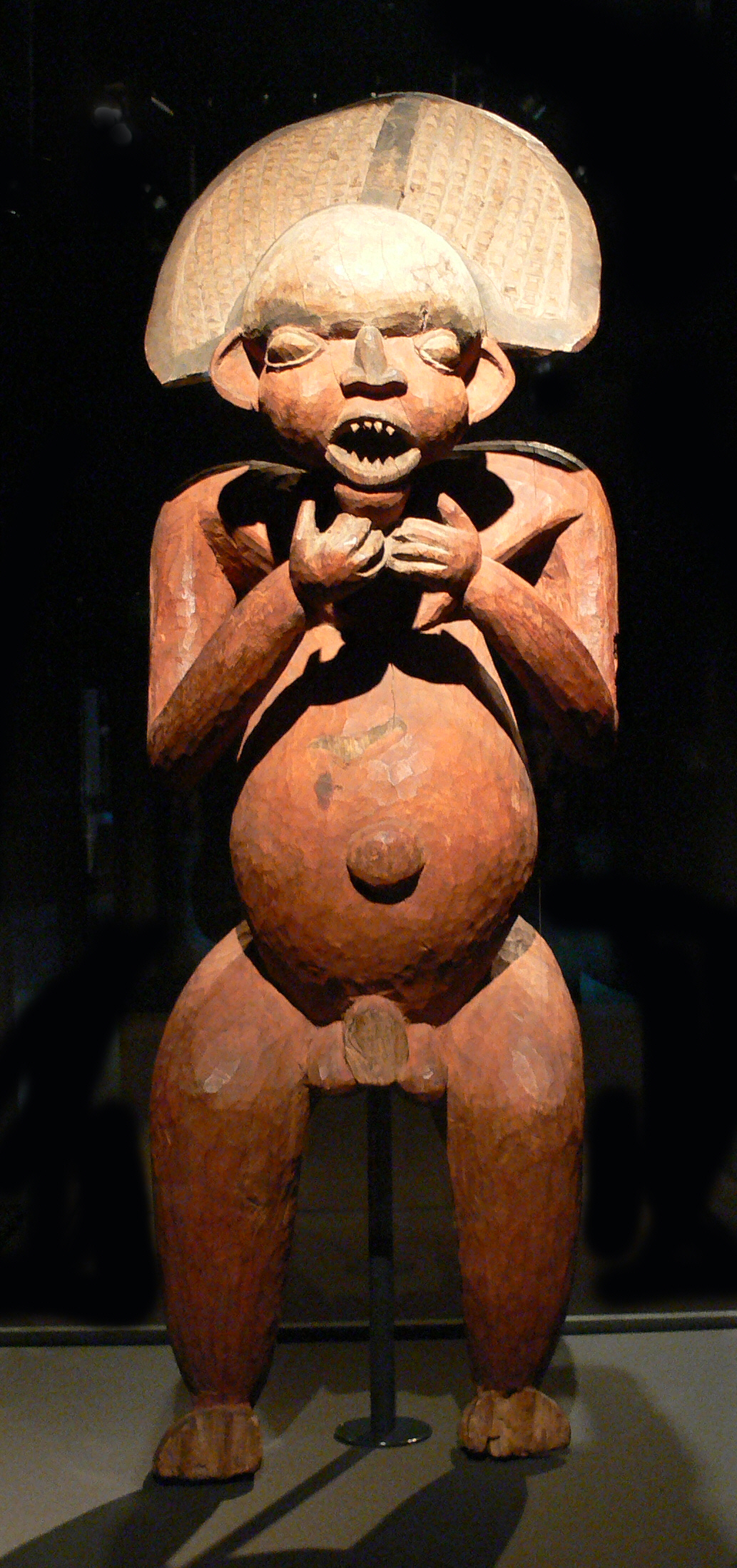
Talla en fusta de la figura d'un rei o dignatari procedent del Camerun,, en la Col·lecció de Talles del Museu Etnològic de Berlín

És una activitat molt antiga i estesa. Alguns dels millors exemples que subsisteixen d'antiga fusta tallada provenen de l'edat mitjana a Itàlia i França, on el tema típic d'aquella època era la iconografia cristiana. A Anglaterra subsisteixen exemples dels segles xvi i xvii, època en la qual el mitjà preferit era el roure. Des de les èpoques més remotes la decoració de fusta ha estat un art destacat. La tendència de la naturalesa humana ha estat ornamentar cada article d'ús ordinari. La humanitat, des dels seus primers temps, talla dibuixos o dissenys en cada article de fusta que és susceptible de talla. Així pot veure's en l'obra de diversos pobles que conserven aquesta tradició: els indis d'Amèrica del Nord tallen els seus hams o els filtres de les pipes, el mateix que els polinesis tallen els seus rems.
Les seves aplicacions són molt variades, encara que la seva principal funció és la decoració i l'ornament. Es fa servir tant a nivell arquitectònic com per la decoració d'objectes d'ús quotidià. Com tota artesania, té un component artístic, en el qual el tallista-artesà bolca el seu talent creatiu per a treure d'unes simples taules una obra d'art, i altre component, tècnic i mecànic, que cal tenir en compte perquè la primera matèria respongui als esforços del tallista i assoleixi el resultat desitjat. Per a la talla en fusta s'empren eines especialitzades com la gúbia, triant-se fustes d'alta densitat i que no s'estellen fàcilment.